# タンデム (曲)
『タンデム』は、HALCALIのデビュー・シングル。2003年1月8日にフォーライフミュージックエンタテイメントよりリリースされた。

## 概要
RYO-ZとDJ FUMIYAによるユニット:O.T.F（オシャレ･トラック･ファクトリー）全面プロデュースによるデビュー・シングル。表題曲はアニメ「ガラクタ通りのステイン」エンディングテーマ（第1話 - 第13話）。

## チャート成績
オリコン週間シングルランキングでは週間19位にランクインした。最も売れたシングル。

## 収録曲
1. タンデム
作詞:RYO-Z/作曲編曲:DJ FUMIYA
2. タンデム - ハルカだけヴァージョン
3. タンデム - ユカリだけヴァージョン
4. タンデム - 2人ともいないヴァージョン
5. タンデム - HUTABLE CHROMOSOME REMIX

## ミュージック・ビデオ
スーパーマリオブラザーズや宇多田ヒカル「Automatic」PVのパロディが含まれている。浦田直也が出演。
2004年のSPACE SHOWER MUSIC AWARDS「BEST SHOOTING VIDEO」を受賞（監督：田中秀幸）

## 収録作品
| 発売日        | タイトル                                                                               |
| ------------- | -------------------------------------------------------------------------------------- |
| 2003年9月3日  | ハルカリベーコン                                                                       |
| 2004年6月2日  | ガラクタ通りのステイン オリジナル・サウンドトラック                                    |
| 2005年3月16日 | ハルカリミックス （タンデム -MUTABLE CHROMOSOME REMIX-（本田ゆか from チボ・マット）） |
| 2012年5月30日 | ハルカリノオカワリ                                                                     |